# Karnali Rajmarg
Der Karnali Rajmarg (Nepali कर्णाली राजमार्ग; englisch Karnali Highway) ist eine Fernstraße im Westen Nepals, welche die Distrikte Surkhet, Kalikot und Jumla miteinander verbindet.
Die 232 km lange Überlandstraße führt von Birendranagar nach Norden. Dabei überquert sie die Bergketten des Vorderen Himalaya. Sie erreicht das Flusstal der Karnali und überquert deren linken Nebenfluss Lohore Khola an dessen Mündung. Dort zweigen Nebenstraßen, die zum östlich gelegenen Dailekh-Distrikt führen, ab. Der Karnali Rajmarg folgt dem Ostufer der Karnali nach Norden bis zur Einmündung der Tila. Dort führt sie hinauf nach Manma, der Distrikthauptstadt von Kalikot. Anschließend verläuft die Fernstraße entlang dem Nordufer der Tila in östlicher Richtung bis nach Chandannath, der Hauptstadt von Jumla, wo sie endet. Im Tila-Tal zweigt eine Stichstraße nach Sri Nagar, der Hauptstadt des Mugu-Distrikts, nach Norden ab.
Der Karnali Rajmarg ist weitgehend unasphaltiert. Die Straße ist von großer wirtschaftlicher Bedeutung für die abgelegenen Distrikte Jumla, Kalikot und Mugu.

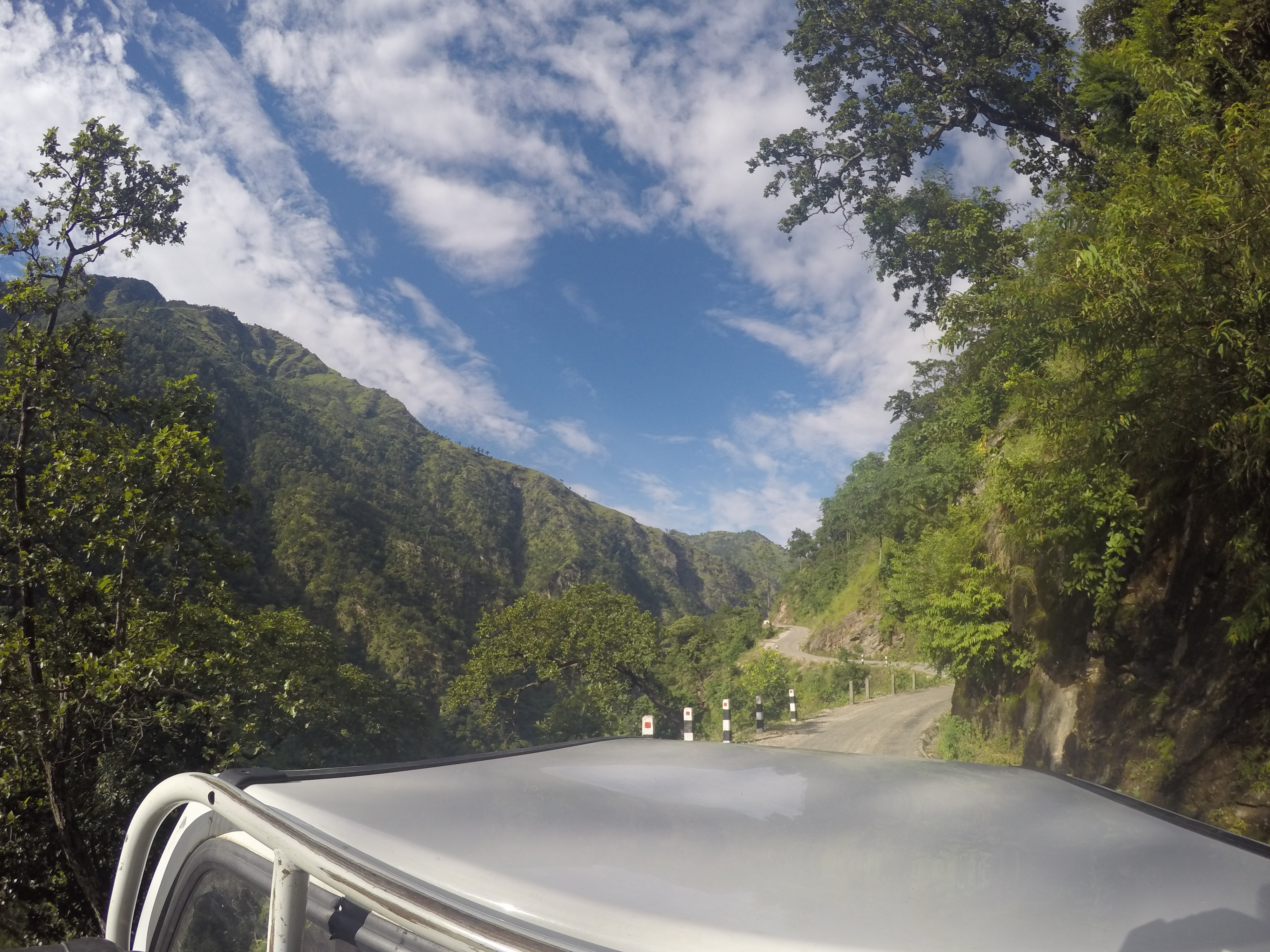
Karnali Rajmarg im Distrikt Kalikot